# Pixamandúrries
Pixamandúrries fou un grup català de música hardcore punk originari del poble baix-empordanès de Casavells, en actiu des de l'any 1989 fins al 1995. Pixamandúrries va crear un nou estil, el folk-core, en ser pioner en l'ús de la gralla en els ambients punk. Compongueren cançons en català, castellà, àrab i esperanto.
L'any 1994, publicaren l'EP Tierra y libertad, un disc editat per a celebrar la revolta zapatista a Mèxic i recollir fons per a les comunitats indígenes de Chiapas, que els va portar a fer una important gira per tots els territoris de parla catalana. El 2012, Pixamandúrries es va tornar a reunir puntualment per a un concert de suport a l'activista argentina anarquista Karina Germano «la Galle». El desembre de 1994 van gravar el que havia de ser el seu tercer àlbum, Dels rics i dels pobres, però aquest no va veure la llum fins al 2020. El treball conté temes com «La bonaj vortoj», una adaptació a l'esperanto de la carta que el cabdill indígena Seath'tl va enviar al president dels Estats Units, «Tot per tots», que tracta sobre les proclames zapatistes, o «Saldu auna», una interpretació d'una cançó escrita en yahi, un idioma nadiu nord-americà desaparegut.

## Discografia
- Quina vida!! (Picap, 1990)
- L'any dels gossos (Masterdisk Productions, 1993)
- Tierra y libertad (Tralla Records, 1994)
- Dels rics i dels pobres (Rock de Kasba, 2020)